# Liste der Biografien/Wiet
Liste der Biografien |
Portal Biografien |
Personensuche
# |
A |
B |
C |
D |
E |
F |
G |
H |
I |
J |
K |
L |
M |
N |
O |
P |
Q |
R |
S |
T |
U |
V |
W |
X |
Y |
Z |
?
 
Wa |
Wc |
Wd |
We |
Wh |
Wi |
Wj |
Wl |
Wn |
Wo |
Wr |
Ws |
Wt |
Wu |
Ww |
Wy |
Wz
 
Wia |
Wib |
Wic |
Wid |
Wie |
Wif |
Wig |
Wih |
Wii |
Wij |
Wik |
Wil |
Wim |
Win |
Wio |
Wip |
Wir |
Wis |
Wit |
Wiv |
Wiw |
Wix |
Wiz
 
Wiea |
Wieb |
Wiec |
Wied |
Wief |
Wieg |
Wieh |
Wiej |
Wiek |
Wiel |
Wiem |
Wien |
Wiep |
Wier |
Wies |
Wiet |
Wiev |
Wiew |
Wiey |
Wiez
Die Liste der Biografien führt alle Personen auf, die in der deutschsprachigen Wikipedia einen Artikel haben. Dieses ist eine Teilliste mit 57 Einträgen von Personen, deren Namen mit den Buchstaben „Wiet“ beginnt.

## Wiet
- Wiet, Verena (1925–2011), deutsche Schauspielerin, Hörspiel- und Synchronsprecherin

### Wietb
- Wietbrock, Waltraud (1929–1997), deutsche Politikerin (FDP), MdL

### Wiete
- Wieteck, Pia (* 1965), deutsche Pflegewissenschaftlerin
- Wietek, Adalbert (1876–1933), deutscher Architekt
- Wietek, Bernhard (* 1946), österreichischer Bauingenieur und Geotechniker
- Wietek, Gerhard (1923–2012), deutscher Kunsthistoriker, Museumsmitarbeiter und Ausstellungskurator
- Wieten, Tone (* 1994), niederländischer Ruderer
- Wieter, Clay, US-amerikanischer Volleyballspieler
- Wieter, Georg (1896–1988), deutscher Opern- und Konzertsänger (Bass)
- Wieternik, Peppino (1919–1979), österreichischer Maler
- Wietersheim, Anton von (1539–1614), deutscher Jurist, Kanzler der Grafen von Holstein-Schauenburg
- Wietersheim, Anton von (1587–1647), deutscher Jurist, Kanzler
- Wietersheim, Anton von (* 1951), namibischer Politiker
- Wietersheim, Eduard von (1787–1865), Kreishauptmann, Minister des Kultus und öffentlichen Unterrichts in Sachsen (1840–1848)
- Wietersheim, Friedrich von (1849–1906), deutscher Konteradmiral der Kaiserlichen Marine
- Wietersheim, Gabriel von († 1652), Domherr in Lübeck
- Wietersheim, Gustav Anton von (1884–1974), deutscher General der Infanterie im Zweiten Weltkrieg
- Wietersheim, Heinrich Julius von (1585–1645), Stiftshofmeister in Quedlinburg
- Wietersheim, Leopold Friedrich Ludwig von (1701–1761), preußischer Generalmajor
- Wietersheim, Mark von (1897–1969), deutscher Landwirt, Gutsbesitzer und Politiker (NSDAP), MdL
- Wietersheim, Sharon von (* 1959), deutsch-US-amerikanische Drehbuchautorin, Regisseurin und Produzentin
- Wietersheim, Stefanie von (* 1970), deutsche Kulturwissenschaftlerin, Journalistin und Buchautorin
- Wietersheim, Wend von (1900–1975), deutscher Offizier und Generalleutnant im Zweiten WeltkriegWend von Wietersheim (1900–1975)

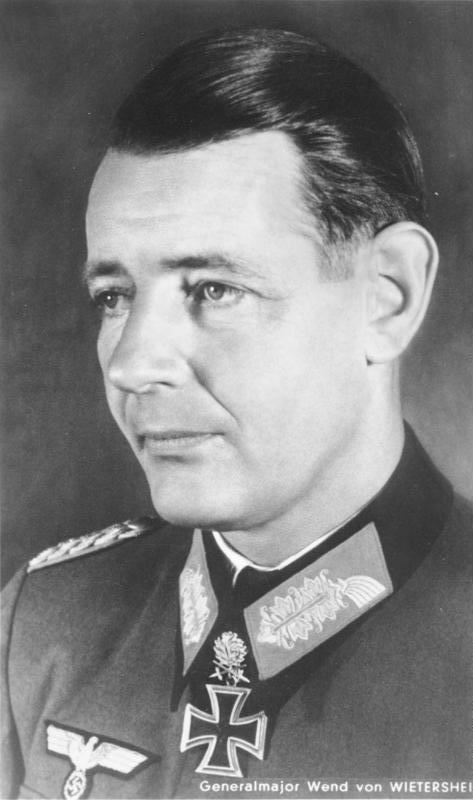
Wend von Wietersheim (1900–1975)

- Wieteska, Mateusz (* 1997), polnischer Fußballspieler

### Wietf
- Wietfeld, Anne Christin (* 1982), deutsche Rechtswissenschaftlerin
- Wietfeldt, Christoph (* 1978), deutscher Eishockeyspieler
- Wietfeldt, Karl August (1891–1964), deutscher Jurist und Politiker
- Wietfeldt, Willi (1881–1969), deutscher Schauspieler

### Wieth
- Wieth, Carlo (1885–1943), dänischer Schauspieler bei Bühne und Film
- Wieth, Julie (* 1960), dänische Schauspielerin, Regisseurin und Erzählerin
- Wieth, Mogens (1919–1962), dänischer Schauspieler
- Wiethase, Heinrich (1833–1893), deutscher Architekt
- Wiethaup, Kevin (* 2005), deutsch-nigerianischer Fußballspieler
- Wiethaus, Carl (1809–1865), deutscher Jurist, Mitglied der Frankfurter Nationalversammlung
- Wiethaus, David (1768–1854), deutscher Verwaltungsbeamter
- Wiethaus, Julius (1806–1863), preußischer Beamter und Abgeordneter
- Wiethaus, Otto (1842–1918), deutscher Ingenieur, Industrieller und Politiker
- Wiethe, Camillo (1889–1949), österreichischer Hals-Nasen-Ohren-Arzt
- Wiethoff, Rob (* 1976), US-amerikanischer Schauspieler und SynchronsprecherRob Wiethoff (* 1976)

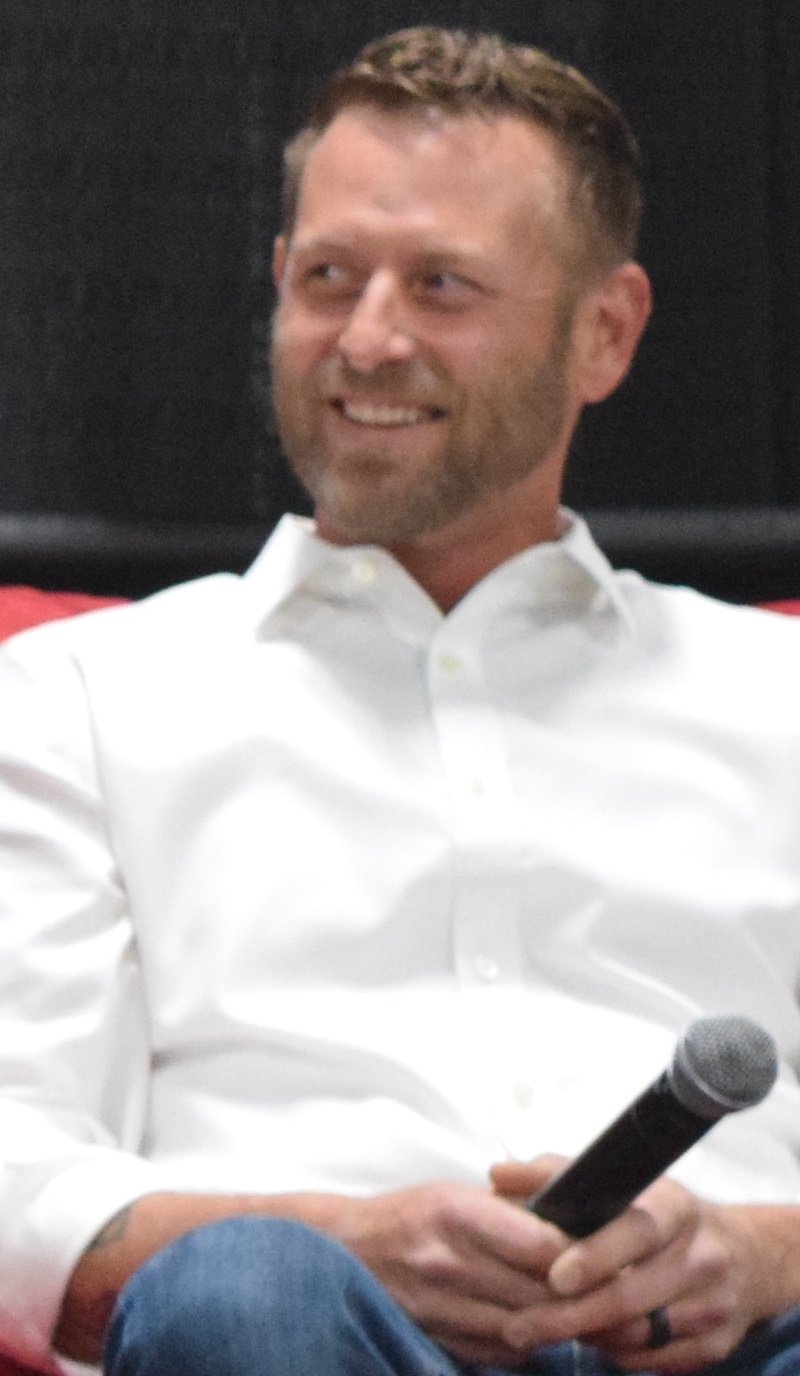
Rob Wiethoff (* 1976)

- Wiethoff, Wolfgang (* 1952), deutscher Diplomat
- Wiethold, Ferdinand (1893–1961), deutscher Rechtsmediziner und Hochschullehrer
- Wiethold, Franziska (* 1946), deutsche Gewerkschafterin, Vorstandsmitglied von Ver.di
- Wiethölter, Rudolf (1929–2024), deutscher Rechtswissenschaftler und Hochschullehrer
- Wietholz, Margarete (1869–1916), deutsche Schriftstellerin
- Wiethüchter, Gustav (1873–1946), deutscher Künstler, Maler, Grafiker und Medailleur

### Wieti
- Wieting, Franz (1876–1966), deutscher Vizeadmiral
- Wieting, Heinrich (1815–1868), deutscher Kapitän
- Wieting, Julius (1868–1922), deutscher Chirurg und Sanitätsoffizier
- Wieting, Louis (1819–1883), deutscher Kapitän, Kaufmann und Brauer
- Wieting, Louis (1850–1915), deutscher Kapitän

### Wietl
- Wietler, Haidrun (* 1955), deutsche Mineralogin und Autorin

### Wietr
- Wietrowetz, Gabriele (1866–1937), Violinistin
- Wietrowski, Maximilian (1660–1737), katholischer Priester und Autor

### Wiets
- Wietstock, Ellen (* 1945), deutsche Journalistin und Publizistin

### Wietz
- Wietzel, Lurainz (1627–1670), Schweizer Jurist und Übersetzer ins Ladinische
- Wietzes, Eppie (1938–2020), kanadischer Automobilrennfahrer
- Wietzorek, Luisa (* 1986), deutsche Schauspielerin, Sängerin und Synchronsprecherin